# 瓦西里·施密特
瓦西里·弗拉基米罗维奇·施密特（俄语：Васи́лий Влади́мирович Шмидт，1886年12月17日（29日）—1938年7月29日）他是全联盟共产党（布尔什维克）中央组织局候补委员、苏联人民委员会副主席、苏联劳动人民委员会委员，1938年被枪杀，1957年平反。